# Nicolaas Johannes Diederichs
Nicolaas Diederichs (Ladybrand, 17 de noviembre de 1903 - Ciudad del Cabo, 21 de agosto de 1978) fue un académico y político que sirvió como el tercer Presidente del Estado de Sudáfrica desde 1975 hasta 1978.

## Educación
Después de completar la escuela, asistió al Gray University College (actual Universidad del Estado Libre) entre 1921 y 1925, donde obtuvo una Bachelor of Arts (B.A.) en Idioma holandés y Ética y un Master of Arts (M.A.) en Filosofía. Estudió filosofía en el extranjero en las universidades de Múnich, Colonia, Berlín y Leiden, obteniendo un doctorado en filosofía (Ph.D) de la Universidad de Leiden y un título de doctor en letras (D.Litt). Tuvo entre sus profesores al sociólogo alemán Max Scheler, quien le fue presentado por el también estudiante sudafricano H. G. Stoker. Bajo la dirección de Scheler, Diederichs escribió la tesis Von Leiden und Dulden (Sobre el sufrimiento y la tolerancia a él). Reanudando su carrera en Sudáfrica, se convirtió en conferencista y luego en profesor en la Universidad del Estado Libre de Orange, tomando la cátedra de Ciencias políticas y de Filosofía a los 29 años. 

## Filosofía nacionalista
En su visita a Alemania en 1938 se convirtió en una ferviente admirador del Tercer Reich. Previo a su visita a la Alemania nazi, Diederichs había escrito su libro más importante Nasionalisme as lewensbeskouing en sy verhouding tot internasionalisme ("Nacionalismo como cosmovisión y su relación con el internacinalismo", Bloemfontein, 1936), un manifiesto para un nacionalismo integral. Para el historiador alemán Christoph Marx, este pequeño libro fue el intento más ambicioso de dar una base filosófica al nacionalismo afrikáner.
Influenciado por la filosofía antropológica de su mentor Scheler, teorizó sobre el fenómeno del nacionalismo bajo desde la antropología. El hombre, para él, es un "ser dual", que no es solo un producto natural sino espiritual. Así pues, habló del humano como un "ser roto", pues esta dualidad está en constante conflicto y debe ser conciliada constantemente. Al mismo tiempo rechazó el materialismo por considerar que despreciaba el aspecto espiritual de la existencia humana. Abrazó enfáticamente el idealismo como la base primera de un nacionalismo pleno.
Diederichs veía en el comunismo una continuación lógica del liberalismo político, que escogió el materialismo como su base. Ambas ideologías conducían, según él, al cosmopolitismo. Por esta razón, se opuso férreamente tanto al capitalismo como al comunismo, proponiendo el nacionalismo como una contra-opción: el nacionalismo vería al hombre como un ser social, cuya necesidad de pertenecer a la comunidad es manifiesta. Sin embargo, el humano no sería para él "un ser social" sin más, sino un "ser nacional", al ser la nación la comunidad y la unidad primordial, sin la cual no se podría llegar a hacer uso pleno de la cualidad de ser humano.
De sus publicaciones posteriores se desprende una obvia simpatía por el fascismo y el nazismo, aun cuando manifestó algunas discrepancias. Criticó tanto la excesiva glorificación al Estado de los fascistas mussolinianos como la idealización del volk como pieza fundamental del nacionalismo de tipo nazi (esto es, su énfasis biológico al hablar de nación o etnia), pues consideró que ambas eran incompatibles con su idealismo nacionalista.
Se convirtió en una figura destacada en los círculos nacionalistas afrikáner. Fundó la organización Reddingsdaadbond para promover el bienestar económico de los afrikáners.

## Carrera política
Diederichs fue diputado del Parlamento por el Partido Nacional de 1953 a 1975. Se desempeñó como Ministro de Asuntos Económicos de 1958 a 1967, Ministro de Minas de 1961 a 1964 y Ministro de Finanzas de 1967 a 1975. Se hizo conocido como el "Sr. Oro". Se desempeñó como primer rector de la Universidad Rand Afrikáans y presidente del estado de Sudáfrica desde 1975 hasta su muerte, luego de una breve enfermedad, de un ataque al corazón el 21 de agosto de 1978 en Ciudad del Cabo.

## Condecoraciones
Diederichs fue honrado con medallas de varios países. Recibió la Medalla de la Villa de París otorgada por Gobierno francés (1971), fue nombrado Caballero de la Cruz Mayor de la Orden del Mérito de la República Italiana en 1973 y una Orden del Mérito de Paraguay en 1974. Recibió doctorado honorífico de las Universidades del Estado Libre de Orange y Universidad de Stellenbosch.

### Representación en monedas
Está representado en el anverso de las monedas de 1979 del rand sudafricano de 1/2 centavo a 1 rand, que se acuñó como una serie conmemorativa.

## Obras (selección)
- Nicolaas Diederichs: Vom Leiden und Dulden. Bonn, 1930.
- N. Diederichs: Die Volkebond, sy ontstaan, samestelling en werksaamhede. Pretoria, 1933.
- N. Diederichs: Nasionalisme as lewensbeskouing en sy verhouding tot internasionalisme. Bloemfontein, 1936.
- N. Diederichs: Die kommunisme: sy teorie en praktyk. Nasionale Pers, 1938.
- N. Diederichs: Wat die kommunisme werklik is, 1946.